# L'Épervier des neiges
Pour plus de détails, voir Fiche technique et Distribution.
L'Épervier des neiges (The Snow Hawk) est une comédie muette sortie le 30 avril 1925. Le film est réalisé par Scott Pembroke & Joe Rock est une parodie de The Sea Hawk de Frank Lloyd avec Wallace Beery et George O'Brien

## Synopsis
Stan Laurel, employé d'une épicerie d'un refuge de montagne dans les rocheuses canadiennes, s'éprend de la fille du patron. Malheureusement, elle lui préfère Midnight Mike qui est en fait un voleur et un meurtrier qui a subtilisé un habit d'un policier canadien. Celle-ci préfère les beaux boutons du costume de l'officier. Stan décide de partir mais revient vite en uniforme mandaté pour la capture de Midnight Mike. Julie lui tombe dans les bras mais Stan refuse. Stan arrive finalement, par inadvertance, a arrêter le bandit.

## Fiche technique
- Titre : L'Épervier des neiges
- Titre original : The Snow Hawk
- Réalisation : Scott Pembroke et Joe Rock
- Scénario : Tay Garnett
- Photographie : Edgar Lyons
- Production : Joe Rock
- Distribution : Pathé Exchange
- Lieu de tournage : Lake Arrowhead (Californie)
- Format : court métrage - noir et blanc - muet
- Genre : cinéma muet - comédie burlesque
- Durée : 20 minutes
- Langue : anglais
- Pays :  États-Unis
- Date de sortie : 30 avril 1925

## Distribution
- Stan Laurel - Mountie
- Glen Cavender - Midnight Mike
- Julie Leonard - fille de l'épicier